# حرف المسیتره
حرف المسیتره (به عربی: حرف المسیترة) یک روستا در سوریه است که در استان لاذقیه واقع شده‌است. حرف المسیتره ۲٬۵۴۰ نفر جمعیت دارد.